# Apocryptodon
Apocryptodon es un género de peces de la familia de los Gobiidae en el orden de los perciformes.